# Underdog (chanson d'Alicia Keys)
Pour les articles homonymes, voir Underdog.
Singles de Alicia Keys
The Christmas Song
(2019)
Clip vidéo
[vidéo] « Underdog », sur YouTube
Underdog est une chanson de la chanteuse américaine Alicia Keys, sortie le 9 janvier 2020 sous le label RCA Records en tant que 3e single du septième album de la chanteuse à venir, Alicia. La chanson est écrite par Alicia Keys, Johnny McDaid, Ed Sheeran, Amy Wadge, Jonny Coffer et Foy Vance, et produite par Keys et McDaid.
Le 27 mars 2020, un remix de la chanson d'Alicia Keys est sorti, mettant en vedette les chanteurs de reggae Protoje et Chronixx.

## Clip vidéo
Le clip de la chanson est sorti sur YouTube le jour de la sortie du single, le 9 janvier 2020,.

## Classements hebdomadaires
| Classement (2020)                        | Meilleure position |
| ---------------------------------------- | ------------------ |
| Allemagne (GfK Entertainment)            | 24                 |
| Australie (Australia Digital Tracks)     | 36                 |
| Autriche (Ö3 Austria Top 40)             | 24                 |
| Belgique (Flandre Ultratop 50 Singles)   | 13                 |
| Belgique (Flandre Ultratop 50 Airplay)   | 4                  |
| Belgique (Flandre Ultratop R&B/Hip-Hop)  | 3                  |
| Belgique (Wallonie Ultratop 50 Singles)  | 6                  |
| Belgique (Wallonie Ultratop 50 Airplay)  | 2                  |
| Belgique (Wallonie Ultratop R&B/Hip-Hop) | 1                  |
| Écosse (OCC)                             | 60                 |
| États-Unis (Hot 100)                     | 69                 |
| États-Unis (Adult Contemporary)          | 12                 |
| États-Unis (Adult Pop Songs)             | 16                 |
| États-Unis (Pop Airplay)                 | 27                 |
| France (SNEP Ventes)                     | 6                  |
| Mexique (Billboard Inglés Airplay)       | 22                 |
| Nouvelle-Zélande (RMNZ Hot Singles)      | 7                  |
| Pays-Bas (Nederlandse Top 40)            | 15                 |
| Pays-Bas (Single Top 100)                | 51                 |
| Royaume-Uni (UK Download Chart)          | 35                 |
| Royaume-Uni (UK Sales Chart)             | 37                 |
| Slovaquie (IFPI Rádio)                   | 99                 |
| Slovénie (SloTop50)                      | 29                 |
| Suisse (Schweizer Hitparade)             | 22                 |
| Suisse (Charts Romandie)                 | 20                 |
| Tchéquie (IFPI Rádio)                    | 4                  |

## Crédits
Crédits adaptés de Tidal :
- Alicia Keys : production, paroles, voix, chœurs, composition, piano, claviers
- Johnny McDaid : producteur, composition, paroles, chœurs, guitare basse, programmation
- Ed Sheeran : composition, paroles, chœurs, guitare acoustique
- Jonny Coffer (en) : composition, paroles, programmation
- Amy Wadge (en) : composition, paroles
- Foy Vance : composition, paroles
- Ash Soan (en) : batterie
- Steven Wolf (en) : batterie
- Will Reynolds : guitare électrique, assistant ingénieur de remix
- Brendan Morawski : ingénieur de mixage, assistant ingénieur de remix
- Dave Kutch : ingénieur de mastérisation
- Manny Marroquin (en) : ingénieur de mixage
- Jeremie Inhaber : assistant ingénieur de remix
- Scott Desmarais : assistant ingénieur de remix
- Steven Wolf (en) : programmation
- Jukebox : programmation

## Historique de sortie
| Région | Date           | Format                       | Label |
| ------ | -------------- | ---------------------------- | ----- |
| Divers | 9 janvier 2020 | - Téléchargement - streaming | RCA   |